# David Musil
David Musil (* 9. dubna 1993 Calgary) je česko-kanadský hokejový obránce. Momentálně působí v extraligovém HC Oceláři Třinec.

## Rodina
Musil je členem hokejové rodiny. Jeho rodiči jsou bývalý obránce František Musil a bývalá tenistka Andrea Holíková. Ze strany matky je jeho strýcem Robert Holík, jeho prastrýcem Jiří Holík a jeho dědečkem byl Jaroslav Holík. Musil se narodil v Kanadě v době, kdy tam jeho otec působil v NHL. Jeho mladší bratr Adam je rovněž profesionální hokejista.

## Kariéra
Po konci kariéry otce Františka v NHL se v roce 2001 rodina vrátila do Česka, kde se usadila v Jihlavě. David nastoupil do mládežnického systému místní Dukly, postupem času se probojoval do reprezentačních výběrů a v sezoně 2008/2009 dokonce debutoval v jihlavském seniorském mužstvu. V roce 2009 se celá rodina rozhodla vrátit do Kanady. Musil tam pokračoval ve své hokejové kariéře, hrál v místní juniorce a v roce 2011 si ho v 2. kole draftu zvolil Edmonton Oilers. V dresu Olejářů nakonec debutoval v NHL. Jinak však Musil dlouhodobě působil na farmách, především v AHL. Před sezonou 2017/2018 se rozhodl vrátit do Evropy a na smlouvě se domluvil v extraligovém Třinci. Musil se brzy zařadil mezi defenzivní opory Ocelářů, kteří pod vedením trenéra Václava Varadi hned v první sezoně postoupili do finále a v příští sezoně 2018/2019 soutěž vyhráli. Musila jeho výkony rychle vynesly do reprezentace a v Třinci prodloužil smlouvu. Velmi úspěšné angažmá po zrušeném playoff v sezoně 2019/2020 korunoval dalšími dvěma mistrovskými tituly po sobě. V klubu tvořil klíčovou obrannou dvojici s Tomášem Kundrátkem. Před sezonou 2022/2023 se Musil rozhodl změnit dres a přestoupil v rámci extraligy do Pardubic, v jejichž kádru se sešel se svým bratrem Adamem. Před sezónou 2025/2026 se vrátil do Třince.
Na reprezentační úrovni se Musil zúčastnil dvou seniorských mistrovství světa a jako náhradník jedné olympiády.

## Ocenění a úspěchy
- 2008 ČHL-18 - Nejlepší nahrávač mezi obránci
- 2009 Postup s týmem HC Dukla Jihlava do ČHL-20
- 2011 CHL - Top Prospects Game
- 2011 MS-18 - Top tří hráčů v týmu
- 2019 ČHL - Nejlepší hráč v pobytu na ledě v playoff (+/-)
- 2025 Sp - All-Star Tým

## Prvenství
- Debut v NHL - 4. dubna 2015 (Edmonton Oilers proti Calgary Flames)
- První asistence v NHL - 7. dubna 2015 (Edmonton Oilers proti Los Angeles Kings)

## Klubová statistika
| Sezóna        | Klub                 | Soutěž        |     | Základní část | Základní část | Základní část | Základní část | Základní část |   | Play off | Play off | Play off | Play off | Play off |
| Sezóna        | Klub                 | Soutěž        | Z   | G             | A             | B             | TM            | Z             | G | A        | B        | TM       |          |          |
| 2008/2009     | HC Dukla Jihlava     | 1.ČHL         | 14  | 0             | 1             | 1             | 4             | 4             | 0 | 0        | 0        | 4        |          |          |
| 2009/2010     | Vancouver Giants     | WHL           | 71  | 7             | 25            | 32            | 67            | 16            | 2 | 2        | 4        | 8        |          |          |
| 2010/2011     | Vancouver Giants     | WHL           | 62  | 6             | 19            | 25            | 83            | 4             | 0 | 1        | 1        | 2        |          |          |
| 2011/2012     | Vancouver Giants     | WHL           | 59  | 6             | 21            | 27            | 104           | –             | – | –        | –        | –        |          |          |
| 2012/2013     | Vancouver Giants     | WHL           | 14  | 2             | 6             | 8             | 18            | –             | – | –        | –        | –        |          |          |
| 2012/2013     | Edmonton Oil Kings   | WHL           | 48  | 7             | 16            | 23            | 56            | 22            | 0 | 6        | 6        | 26       |          |          |
| 2013/2014     | Oklahoma City Barons | AHL           | 61  | 2             | 10            | 12            | 54            | 2             | 0 | 1        | 1        | 0        |          |          |
| 2013/2014     | Bakersfield Condors  | ECHL          | 3   | 1             | 0             | 1             | 2             | –             | – | –        | –        | –        |          |          |
| 2014/2015     | Oklahoma City Barons | AHL           | 62  | 1             | 9             | 10            | 33            | –             | – | –        | –        | –        |          |          |
| 2014/2015     | Edmonton Oilers      | NHL           | 4   | 0             | 2             | 2             | 2             | –             | – | –        | –        | –        |          |          |
| 2015/2016     | Bakersfield Condors  | AHL           | 67  | 3             | 11            | 14            | 39            | –             | – | –        | –        | –        |          |          |
| 2016/2017     | Bakersfield Condors  | AHL           | 47  | 4             | 10            | 14            | 34            | –             | – | –        | –        | –        |          |          |
| 2016/2017     | Tucson Roadrunners   | AHL           | 13  | 0             | 4             | 4             | 6             | –             | – | –        | –        | –        |          |          |
| 2017/2018     | HC Oceláři Třinec    | ČHL           | 52  | 1             | 5             | 6             | 22            | 18            | 0 | 1        | 1        | 28       |          |          |
| 2018/2019     | HC Oceláři Třinec    | ČHL           | 51  | 1             | 13            | 14            | 51            | 17            | 1 | 3        | 4        | 12       |          |          |
| 2019/2020     | HC Oceláři Třinec    | ČHL           | 48  | 1             | 11            | 12            | 52            | –             | – | –        | –        | –        |          |          |
| 2020/2021     | HC Oceláři Třinec    | ČHL           | 50  | 0             | 10            | 10            | 56            | 16            | 0 | 3        | 3        | 16       |          |          |
| 2021/2022     | HC Oceláři Třinec    | ČHL           | 48  | 2             | 4             | 6             | 42            | 14            | 2 | 1        | 3        | 10       |          |          |
| 2022/2023     | HC Dynamo Pardubice  | ČHL           | 48  | 3             | 6             | 9             | 32            | 11            | 1 | 0        | 1        | 6        |          |          |
| 2023/2024     | HC Dynamo Pardubice  | ČHL           | 42  | 2             | 9             | 11            | 23            | 16            | 0 | 2        | 2        | 4        |          |          |
| Celkem v NHL  | Celkem v NHL         | Celkem v NHL  | 4   | 0             | 2             | 2             | 2             | –             | – | –        | –        | –        |          |          |
| Celkem v AHL  | Celkem v AHL         | Celkem v AHL  | 253 | 11            | 44            | 55            | 168           | 8             | 0 | 1        | 1        | 6        |          |          |
| Celkem v ECHL | Celkem v ECHL        | Celkem v ECHL | 3   | 1             | 0             | 1             | 2             | –             | – | –        | –        | –        |          |          |
| Celkem v WHL  | Celkem v WHL         | Celkem v WHL  | 254 | 28            | 87            | 115           | 328           | 42            | 2 | 9        | 11       | 36       |          |          |

## Reprezentace
| Rok                       | Tým                       | Soutěž                    | Z  | G | A | B | TM |
| ------------------------- | ------------------------- | ------------------------- | -- | - | - | - | -- |
| 2009                      | Česko 18                  | MS-18                     | 6  | 0 | 1 | 1 | 6  |
| 2011                      | Česko 18                  | MS-18                     | 5  | 0 | 0 | 0 | 6  |
| 2012                      | Česko 20                  | MSJ                       | 5  | 0 | 0 | 0 | 4  |
| 2013                      | Česko 20                  | MSJ                       | 6  | 0 | 0 | 0 | 18 |
| 2019                      | Česko                     | MS                        | 10 | 0 | 1 | 1 | 2  |
| 2021                      | Česko                     | MS                        | 8  | 0 | 1 | 1 | 0  |
| Juniorská kariéra celkově | Juniorská kariéra celkově | Juniorská kariéra celkově | 32 | 0 | 1 | 1 | 34 |
| Seniorská kariéra celkově | Seniorská kariéra celkově | Seniorská kariéra celkově | 18 | 0 | 2 | 2 | 2  |